# Gloeodendraceae
Gloeodendraceae, nekadašnja porodica zelenih alga u koju su klasificirani rodovi Apiococcus (s jednom vrstom) i Gloeodendron (10 vrsta). Oba ova roda vode se u porodici Palmellopsidaceae i redu Chlamydomonadales.